# Entwicklungsgruppe der Vereinten Nationen
Die Entwicklungsgruppe der Vereinten Nationen (UNDG, englisch United Nations Development Group), kurz UN-Entwicklungsgruppe ist ein Konsortium von mehreren Agenturen der Vereinten Nationen, das im Jahr 1997 durch das Generalsekretariat der Vereinten Nationen ins Leben gerufen wurde, um die Effektivität der UN-Entwicklungsarbeit auf Länderebene zu verbessern. Der Leiter des Entwicklungsprogramms der Vereinten Nationen (UNDP) ist auch gleichzeitig der Leiter der UNDG.

## Geschichte
Aufgrund der Vielzahl der nebeneinanderher arbeitenden UN-Entwicklungsagenturen und -programme kam die Forderung auf, dass deren Arbeiten besser miteinander koordiniert werden sollten, um eine größere Effektivität zu erreichen. Dieses Prinzip wurde später unter dem Schlagwort „Delivering as One“ (frei übersetzt: „Leistungserbringung im Gesamtpaket“) bekannt. Kritisiert wurde, dass die Vereinten Nationen zwar über eine Vielzahl von Programmen und Institutionen verfügten, dass diese aber zu einem erheblichen Teil unkoordiniert und zum Teil mit denselben Zielsetzungen parallel nebeneinander arbeiteten, so dass die Effektivität der Maßnahmen darunter leide. Nach einem entsprechenden Bericht des damaligen UN-Generalsekretärs Kofi Annan vom 14. Juli 1997 ermächtigte die Generalversammlung der Vereinten Nationen diesen, die UNDG als Koordinierungsinstanz ins Leben zu rufen.

## Zusammensetzung
In der UNDG sind insgesamt 32 UN-Fonds, -Programme, spezialisierten Agenturen, Abteilungen und Büros, die eine Rolle bei Entwicklungsprogrammen spielen, zusammengeschlossen:
- FAO – Ernährungs- und Landwirtschaftsorganisation der Vereinten Nationen
- IFAD – Internationaler Fonds für landwirtschaftliche Entwicklung
- ILO – Internationale Arbeitsorganisation
- IOM – Internationale Organisation für Migration
- ITU – Internationale Fernmeldeunion
- OHCHR – Büro des Hohen Kommissars der Vereinten Nationen für Menschenrechte
- UNAIDS – Gemeinsames Programm der Vereinten Nationen zu HIV/AIDS
- UNCTAD – Konferenz der Vereinten Nationen für Handel und Entwicklung
- UNDESA – Hauptabteilung Wirtschaftliche und Soziale Angelegenheiten der Vereinten Nationen
- UNDP – Entwicklungsprogramm der Vereinten Nationen
- UNECA – Wirtschaftskommission für Afrika
- UNECE – Wirtschaftskommission für Europa
- UNECLAC – Wirtschaftskommission für Lateinamerika und die Karibik
- UNEP – Umweltprogramm der Vereinten Nationen
- UNESCAP – Wirtschafts- und Sozialkommission für Asien und den Pazifik
- UNESCO – Organisation der Vereinten Nationen für Bildung, Wissenschaft und Kultur
- UNESCWA – Wirtschafts- und Sozialkommission für Westasien
- UNICEF – Kinderhilfswerk der Vereinten Nationen
- UNIDO – Organisation der Vereinten Nationen für industrielle Entwicklung
- UNFPA – Bevölkerungsfonds der Vereinten Nationen
- UNHABITAT – Programm der Vereinten Nationen für menschliche Siedlungen
- UNHCR – Hoher Flüchtlingskommissar der Vereinten Nationen
- UNODC – Büro der Vereinten Nationen für Drogen- und Verbrechensbekämpfung
- UN-OHRLLS – Büro des UN-Hochkommissars  für die am wenigsten entwickelten Staaten, die Entwicklungsländer ohne Meereszugang und die sich entwickelnden kleinen Inselstaaten
- UNOPS – Büro für Projektdienste der Vereinten Nationen
- UN OSAA – Büro des UN-Sonderberaters für Afrika
- SRSG/CAC – Sonderbeauftragter des Generalsekretärs für Kinder und bewaffnete Konflikte
- UN Women
- UNWTO – Weltorganisation für Tourismus
- WFP – Welternährungsprogramm der Vereinten Nationen
- WHO – Weltgesundheitsorganisation
- WMO – Weltorganisation für Meteorologie

## Organe und Arbeitsweise
Die UNDP wird als „eine von drei Säulen des Koordinierungsrats der Leiter der Organisationen des Systems der Vereinten Nationen“ (CEB) beschrieben, das die höchste Koordinationsebene im System der Vereinten Nationen darstellt.
Vertreter der in der UNDG vertretenen Organisationen treffen sich drei bis vier Mal im Jahr unter dem Vorsitz des UNDG-Direktors. Das Gremium gilt als beschlussfähig, wenn mindestens zwei Drittel seiner Mitglieder anwesend sind. Für die verschiedenen Weltregionen wurden einzelne regionale Arbeitsgruppen gebildet (Süd- und Ostafrika, West- und Zentralafrika, Arabische Staaten, Asien und Pazifik, Europa und Zentralasien, Lateinamerika und Karibik). Auf der Ebene darunter gibt es Arbeitsgruppen für einzelne Länder. Der UNDG-Vorsitzende wird hinsichtlich die Leitung und Koordinierung der UNDG-Aktivitäten durch Beratergruppen unterstützt. In der Regel sind bei den Treffen ein bis zwei Vertreter der Mitgliedsorganisationen vertreten. Die Beschlüsse der UNDG werden im Konsens gefasst, wobei es eine opt-out-Option gibt, die schriftliche Berichte und Begründungen erfordert. Die UNDG-Beschlüsse sind für die Mitgliedsorganisationen bindend. Ein Koordinationsbüro des UNDG-Direktors unterstützt bei der Umsetzung.

## Bisherige Direktoren
Die Leiter der UNDG entsprechen den Leitern des UN-Entwicklungsprogramms:
| Nr | Leiter              | Land                    | Amtszeit           |
| -- | ------------------- | ----------------------- | ------------------ |
| 1  | James Gustave Speth | Vereinigte Staaten      | 1997–1999          |
| 2  | Mark Malloch Brown  | Vereinigtes Königreich  | 1999–2005          |
| 3  | Kemal Derviş        | Türkei                  | 2005–2009          |
| 4  | Helen Clark         | Neuseeland              | 2009–2017          |
| 5  | Achim Steiner       | Deutschland / Brasilien | seit 19. Juni 2017 |

## Kritik
Das Koordinierungbestreben der Vereinten Nationen wird von Beobachtern zwar grundsätzlich begrüßt, jedoch „bliebe abzuwarten, ob alle diese Maßnahmen zur Verbesserung der Koordination auf den obersten Ebenen der Hierarchie auch auf die niedrigeren Ränge übertragen werden“.  Von der „Koordination zwischen diesen autonomen Organisationen mit eigenem Mandat, Leitungsgremien, Sekretariaten mit eigenem Generalsekretär, eigenem  Haushalt und eigenem Personal [sei] auf den ersten Blick wenig zu merken“. Andere charakterisierten den Versuch der Koordination zwischen den verschiedenen UN-Sonderorganisationen als ein „donquichottisches Bestreben“.